# Walkie-talkie

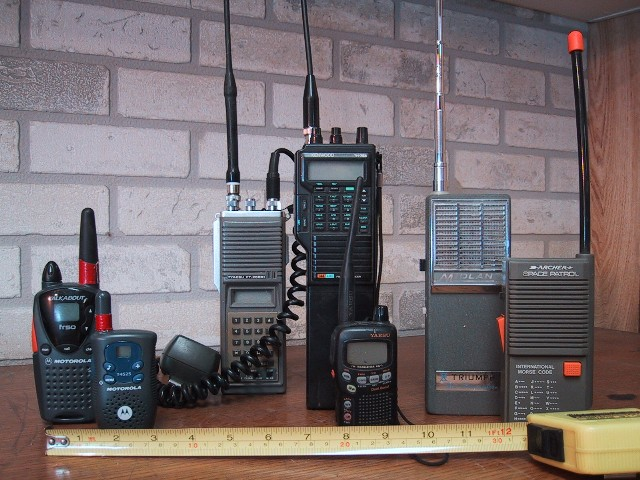
Walkie-talkies.

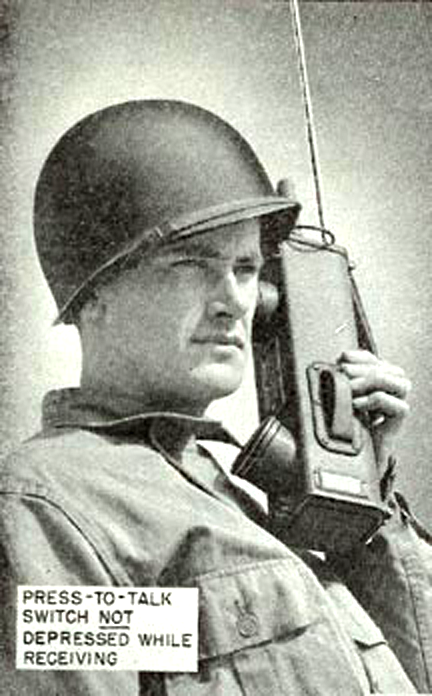
Um SCR-536, um "handie talkie" militar.

Um walkie-talkie (mais formalmente conhecido como transceptor de mão) é um transceptor de rádio de dois pontos, de mão e portátil. Os primeiros walkie-talkies foram desenvolvidos para uso militar durante a Segunda Guerra Mundial, e espalharam-se para a segurança pública e, eventualmente, trabalho comercial e locais de trabalho após a guerra. Principais características incluem um canal half-duplex - somente um rádio transmite por vez, embora qualquer número possa escutar - e um botão "aperte-para-falar" (push-to-talk) que inicia a transmissão. Walkie-talkies típicos lembram a parte auditiva e falante de um telefone, possivelmente um pouco mais largo, mas ainda uma única unidade, com uma antena saindo da parte de cima.
Enquanto um falante de telefone é alto suficiente para ser ouvido apenas pelo usuário, um falante embutido do walkie-talkie pode ser ouvido pelo usuário e aqueles que estão perto. Transceptores de mão podem ser usados para comunicação entre si ou para estações base ou montadas em veículos.
Walkie-talkies modernos são equipados com uma tecnologia que inicia a transmissão quando é detectado algum som no microfone.
O walkie-talkie também pode dar interferência com outros, como o de algum policial ou guarda (dependendo da frequência sonora).

## Uso contemporâneo

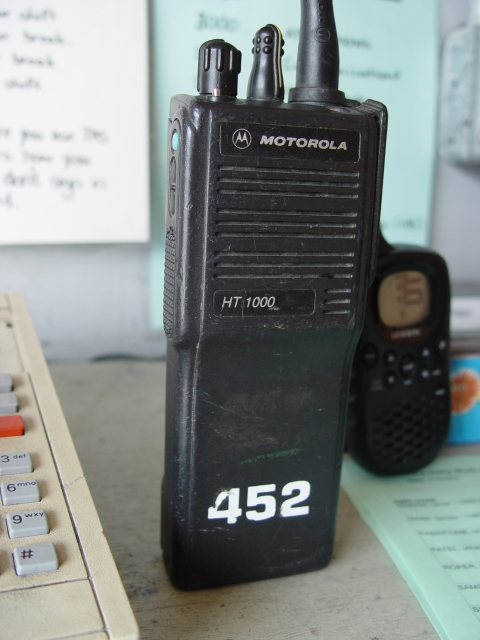
Um exemplar da Motorola HT1000,

Os walkie-talkies são equipamentos essenciais na comunicação de muitas empresas e organizações nas mais diversas áreas: uso militar, segurança pública, recreação ar livre, lojas e superfícies comerciais, entre outras. Estes equipamentos oferecem a principal vantagem de proporcionar comunicações rápidas e um uso fácil. 
As marcas desenvolveram equipamentos mais robustos capazes de suportar qualquer ambiente profissional, até mesmo os mais perigosos. Assim como também foram desenvolvidos rádios para modo analógico ou digital para o uso em barcos ou indústria pesada. 
Existem rádios de uso livre ou uso com licença, dependendo da frequência utilizada. 
Uso pessoal
Os walkie-talkies de uso pessoal são conhecidos popularmente por rádios de licença livre - PMR446. Estes equipamentos têm um custo inferior aos rádios com licença mas são uma ferramenta de comunicação bastante útil. A principal diferença entre estes equipamentos com os equipamentos de licença recai no alcance da comunicação. Os de licença livre podem alcançar até 10km dependendo sempre das condições do meio. As paredes de aço, assim como outros obstáculos podem interferir na qualidade das comunicações livres. 
Uso especializado
Estes walkie-talkies requerem licença para o seu uso. Estas licenças em Portugal são adquiridas com a entidade Autoridade Nacional de Comunicações - ANACOM. Existem dois tipos de banda que podem ser adquiridos pelo utilizador, VHF e UHF, dependendo das necessidades. Rádios com banda VHF para uso na marinha e comunicações de aviação.
Os walkie-talkies com licença são seguros e são usados frequentemente nas indústrias pesadas, incluindo em ambientes extremos.  

## Legislação
No Brasil, a Anatel classifica os walkie-talkies como rádios de utilização geral que são destinados para comunicação de voz entre duas ou mais pessoas. Devendo ter 14 canais e operar somente nas frequências de 462,53 MHz a 462,74 MHz e de 467,53 MHz a 467,74 MHz. Sua potência não poderá ultrapassar os 500 mW e seu uso é permitido apenas para:
- Comunicar-se com outra pessoa
- Enviar mensagens de emergência
- Auxiliar viajantes
- Efetuar um teste rápido.

Usuários deste sistema de comunicação devem dar prioridade a chamadas envolvidas com a segurança da vida.